# Ducado de Gandía

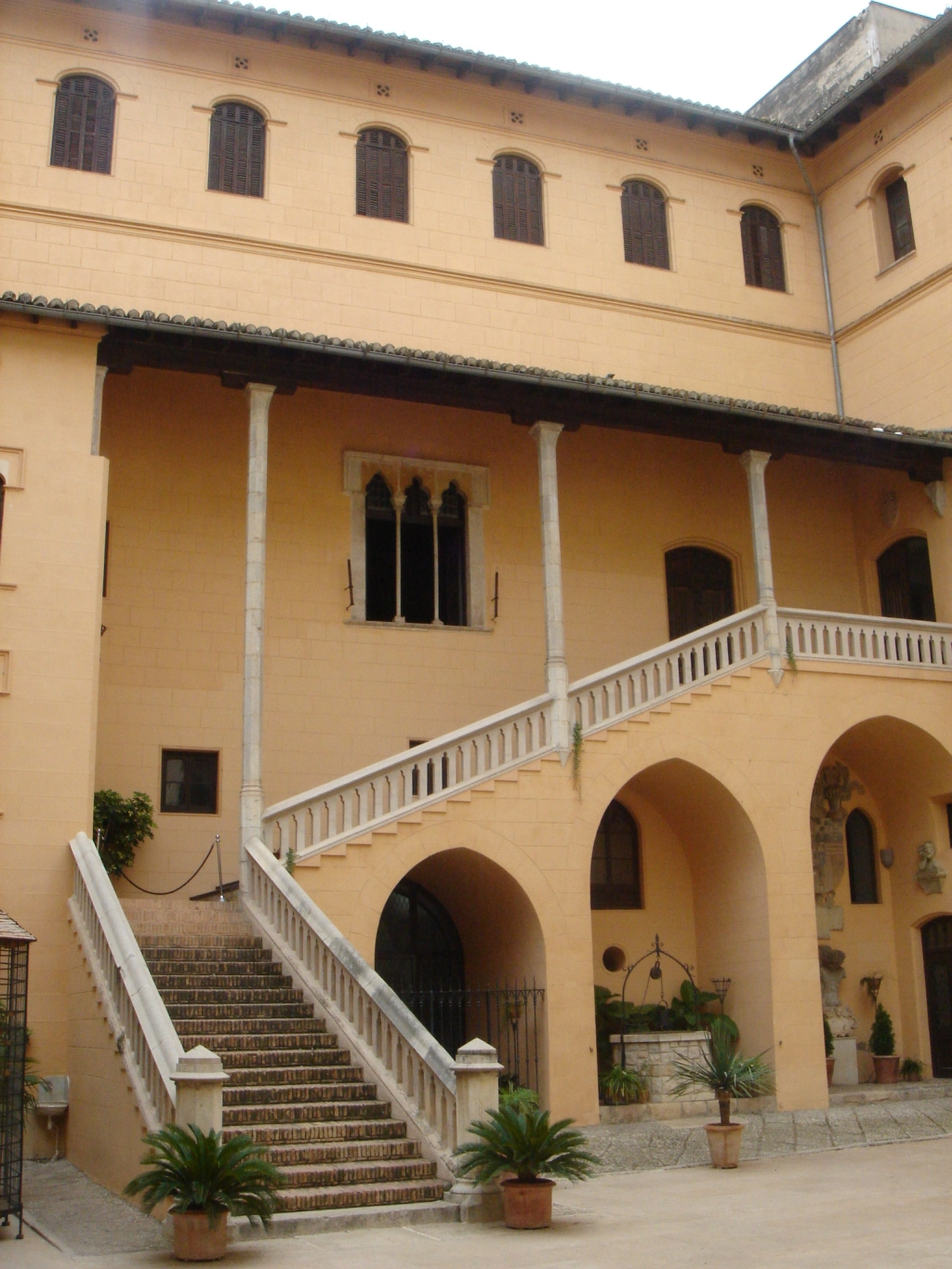
Palacio Ducal en Gandía (Valencia). Capital de la comarca de La Safor

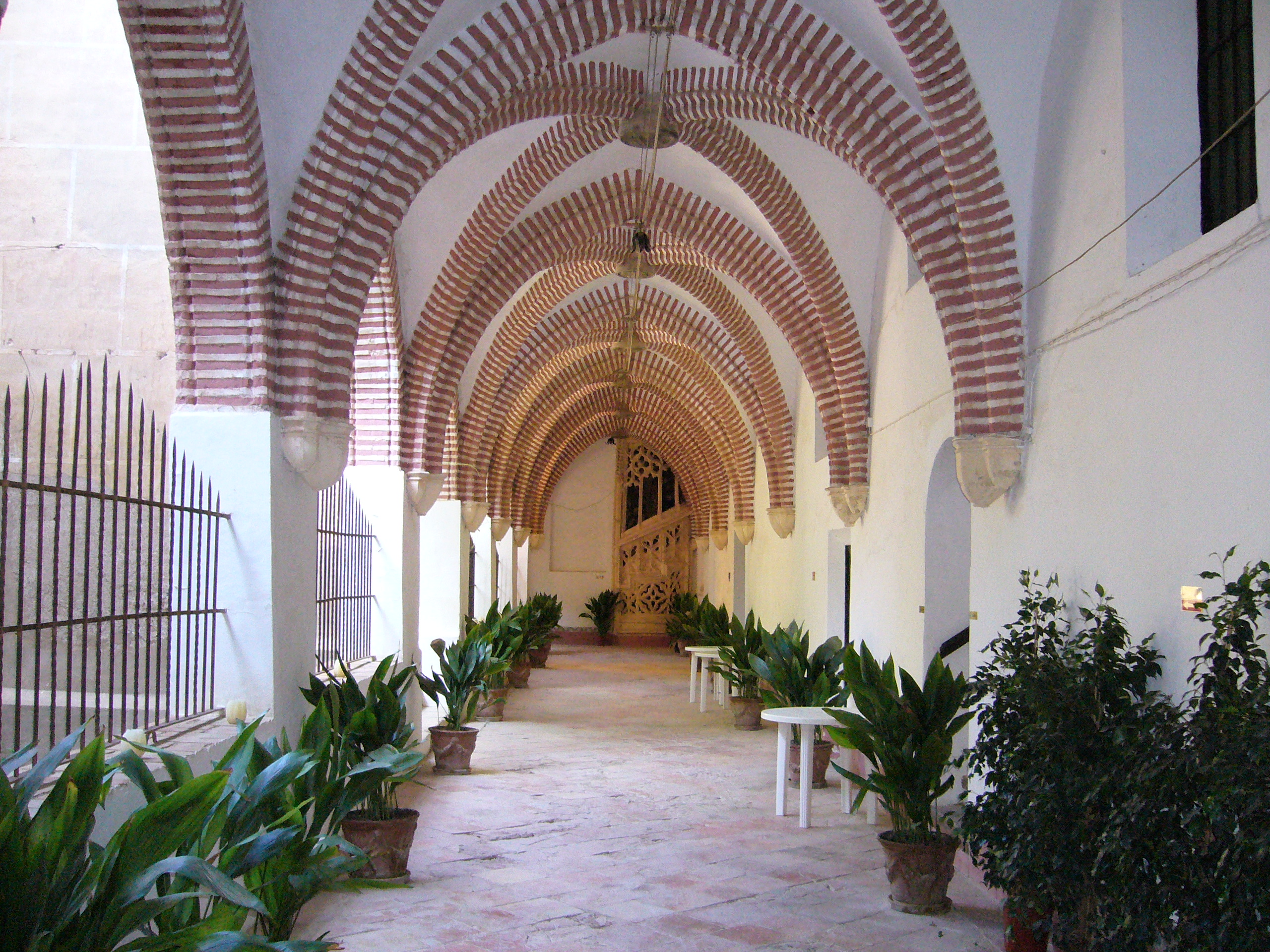
Monasterio de San Jerónimo de Cotalba en Alfahuir (Valencia)

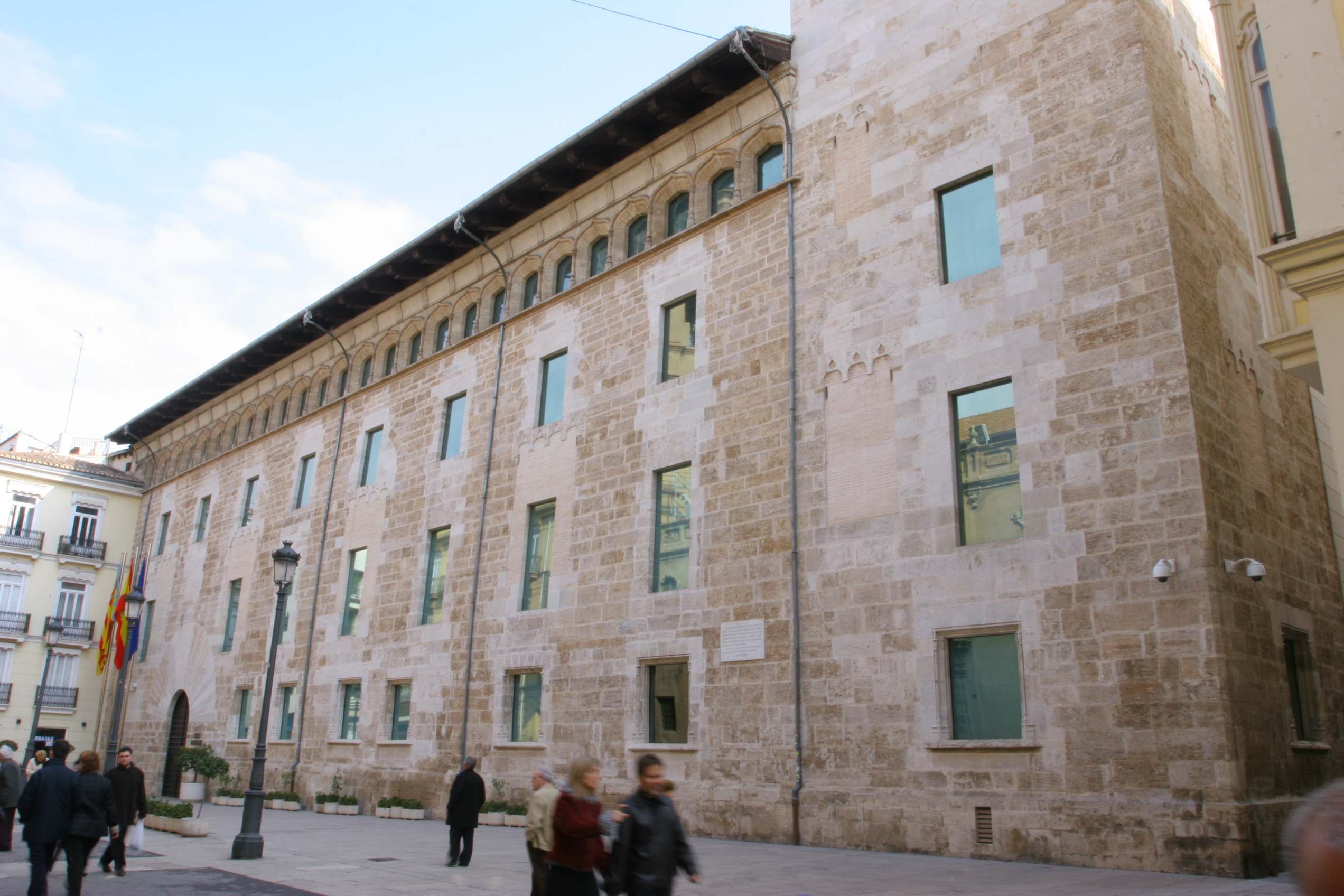
Palacio de Benicarló y, también, Palacio de los Borja), (del)

El ducado de Gandía es un título nobiliario español, originario de la Corona de Aragón, creado por los Reyes Católicos el 20 de diciembre de 1485 a favor de Pedro Luis de Borja, hijo del cardenal Rodrigo de Borja, futuro papa Alejandro VI, y una de sus primeras amantes, de nombre desconocido.  
Es uno de los títulos nobiliarios más importantes de España, y se le concedió la grandeza de primera clase en 1520, por el Emperador Carlos V.
El heredero del ducado llevaba el título de marqués de Lombay.

## Denominación
Su nombre se refiere al municipio valenciano de Gandía, en la provincia de Valencia.

## Antecedentes del Ducado de Gandia
El ducado de Gandía tiene su origen en el Señorío de Gandía creado en 1323 por Jaime II de Aragón y concedido a Pedro de Aragón y Anjou. De señorío el título es ascendido a ducado Real en 1399 por Martín I de Aragón. Así, de Señor de Gandía, heredado de su padre, pasaría Alfonso de Aragón el Viejo a ostentar el Ducado de Gandía, cuando este ya ostentaba el título de primer marqués de Villena, tras concedérsele el extenso señorío de Villena ya en 1366. Además poseía los siguientes otros títulos: conde de Ribagorza, conde de Denia y barón de Polop.
Su hijo, Alfonso de Aragón el Joven, continuó la tarea de su padre: impulsa el cultivo de la caña de azúcar y la industria, edificó el Palacio Ducal de Gandía, el Monasterio de San Jerónimo de Cotalba, reforma la Colegiata de Gandía y continúa potenciando la corte que alberga figuras literarias como Ausiàs March, Joanot Martorell o Joan Roís de Corella. A su muerte sin descendencia se produjo un pleito por la sucesión del ducado, que se resolvió con el paso de Gandía a Hugo de Cardona y Gandía. En 1433 lo recibe el infante Juan, que lo cedió en 1439 a su hijo, el príncipe Carlos de Viana. A su muerte, en 1461, pasó a la corona.

## Duques de Gandía
- Alfonso de Aragón el Viejo, marqués de Villena, duque de Gandía, conde de Denia y Ribagorza, barón de Polop (c. 1332-1412)
- Alfonso de Aragón el Joven
- Hugo de Cardona y Gandía
- Juan II de Aragón
- Carlos de Viana
- Fernando II el Católico

Ducado hereditario:
|                              | Titular                                                               | Periodo                      |
| Creación por Reyes Católicos | Creación por Reyes Católicos                                          | Creación por Reyes Católicos |
| ---------------------------- | --------------------------------------------------------------------- | ---------------------------- |
| i                            | Pedro Luis de Borja                                                   | 1485-1488                    |
| ii                           | Juan de Borja y Cattanei                                              | 1488-1497                    |
| iii                          | Juan de Borja y Enríquez de Luna                                      | 1497-1543                    |
| iv                           | San Francisco de Borja y Aragón                                       | 1543-1550                    |
| v                            | Carlos de Borja y Castro                                              | 1550-1592                    |
| vi                           | Francisco Tomás de Borja y Centelles                                  | 1592-1595                    |
| vii                          | Carlos Francisco de Borja-Centelles y Fernández de Velasco            | 1595-1632                    |
| viii                         | Francisco Diego Pascual de Borja-Centelles y Doria-Carreto            | 1632-1664                    |
| ix                           | Francisco Carlos de Borja-Centelles y Doria-Colonna                   | 1664-1665                    |
| x                            | Pascual Francisco de Borja y Centellas Ponce de León                  | 1665-1716                    |
| xi                           | Luis Ignacio Francisco de Borja y Centellas                           | 1716-1740                    |
| xii                          | María Ana Antonia Luisa de Borja-Centelles y Fernández de Córdoba     | 1740-1748                    |
| xiii                         | Francisco Alfonso Pimentel Vigil de Quiñones Borja Aragón y Centelles | 1748-1763                    |
| xiv                          | María Josefa Alfonso Pimentel y Téllez-Girón                          | 1763-1834                    |
| xv                           | Pedro de Alcántara Téllez-Girón y Beaufort Spontin                    | 1834-1844                    |
| xvi                          | Mariano Francisco de Borja José Justo Téllez-Girón y Beaufort-Spontin | 1844-1882                    |
| xvii                         | Pedro de Alcantara Téllez-Girón y Fernández de Santillán              | 1882-1900                    |
| xviii                        | María de los Dolores Téllez-Girón y Dominé                            | 1900-1910                    |
| xix                          | Ángela María Téllez-Girón y Duque de Estrada                          | 1952-2015                    |
| xx                           | Ángela María de Ulloa y Solís-Beaumont                                | 2016-actualidad              |

## Historia de los duques de Gandía

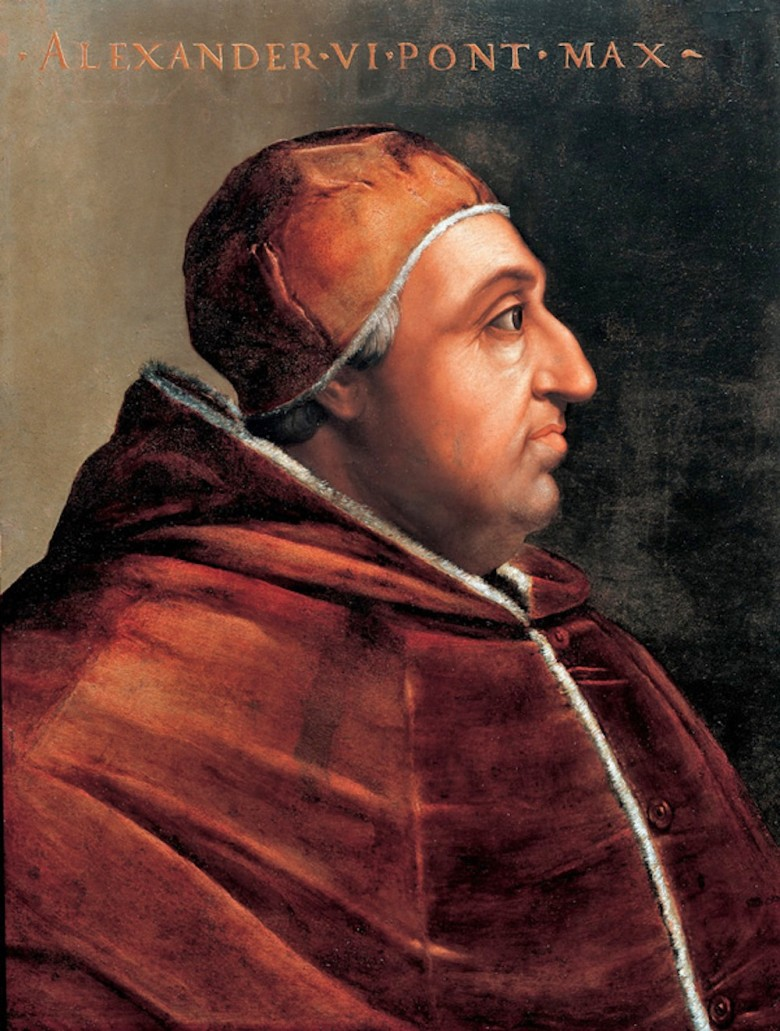
Rodrigo de Borja, Papa Alejandro VI

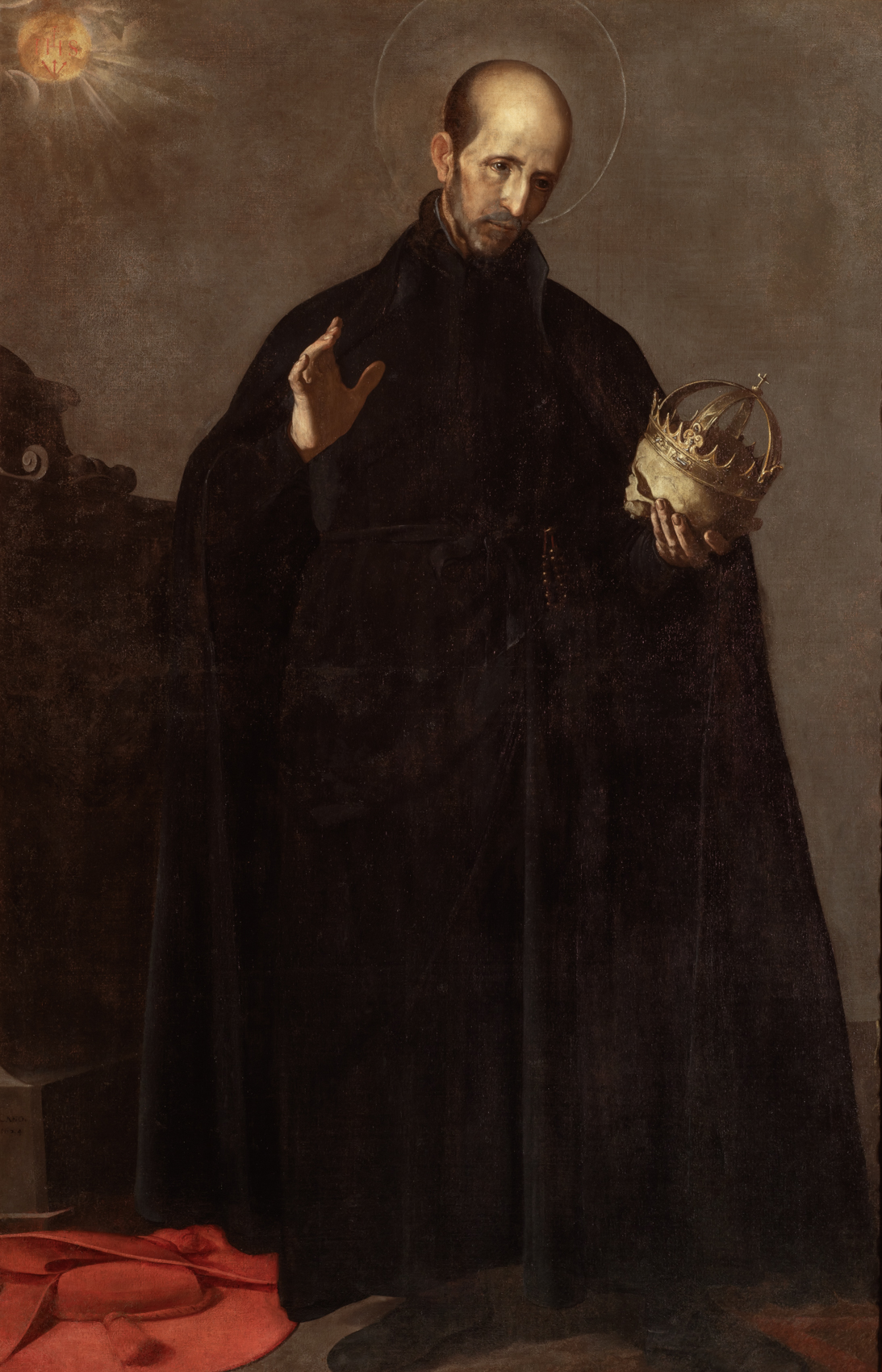
San Francisco de Borja, IV duque de Gandía

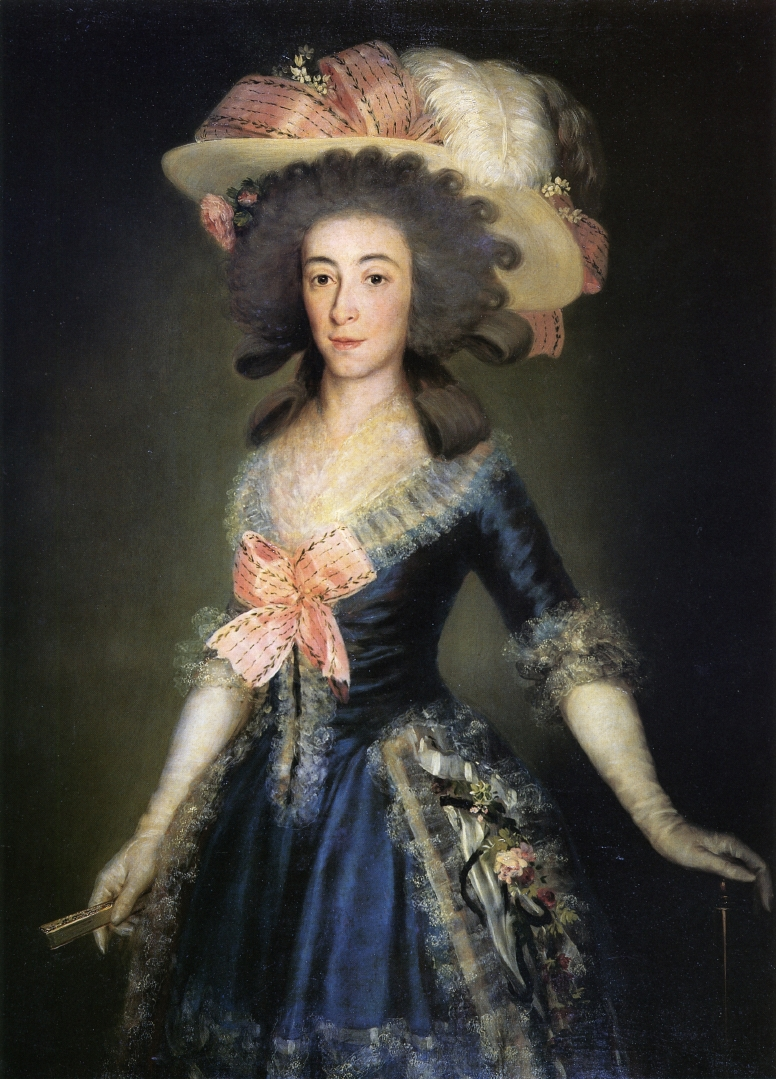
María Josefa Pimentel y Téllez-Girón, en el cuadro María Josefa de la Soledad, condesa-duquesa de Benavente, duquesa consorte de Osuna. XIV duquesa de Gandía. Por Goya.

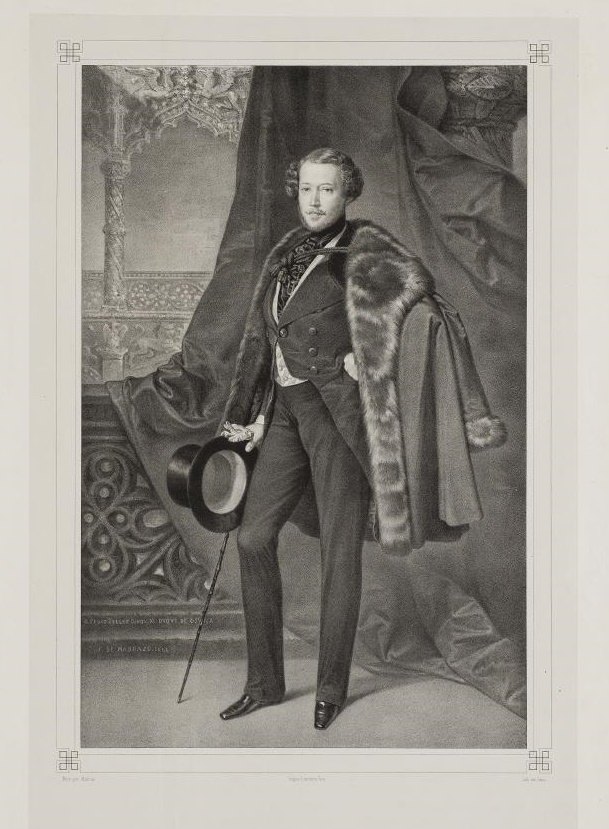
Pedro Téllez Girón, XI duque de Osuna, XV duque de Gandía, litografía,. Establecimiento litográfico Lemercier, París. Madrid. Museo del Romanticismo.

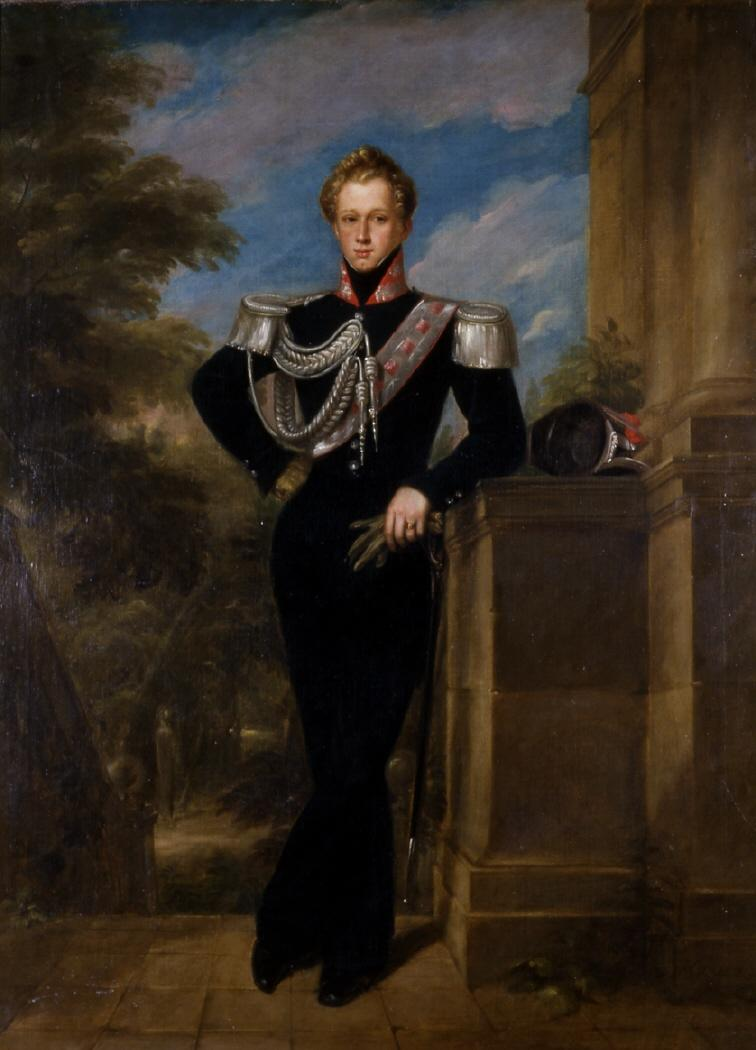
Mariano Téllez-Girón, XII duque de Osuna, XVI duque de Gandía. 1833. Valentín Carderera. (Museo del Romanticismo, Madrid).

En 1485 el ducado es adquirido por Rodrigo de Borja (futuro papa Alejandro VI) para su hijo Pedro Luis de Borja, después de satisfacer una deuda que el rey tenía desde el año 1470 con la ciudad de Valencia, donde Gandía actuaba como prenda. 
El título de duque de Gandía fue legitimado por Bula del Papa Sixto IV en 1481, envuelto en el famoso asesinato de los dos Medicis de 1478 organizado por los Pazzi florentinos y del que salió indemne Lorenzo de Médicis «El Magnífico».
- Pedro Luis de Borja (Roma, ca. 1468-Roma,1488), I duque de Gandía. Muerto sin descendencia. Le sucedió su hermano

- Juan de Borja y Cattanei (Roma, c. 1474-14 de junio de 1497), II duque de Gandía. Casó en septiembre de 1493 con la viuda de Pedro Luis, María Enríquez de Luna,[2] prima del rey Fernando II de Aragón, el Católico. Le sucedió su hijo:

- Juan de Borja Enríquez de Luna (1495-1543), III duque de Gandía, que quedó huérfano muy joven por el asesinato de su padre Juan en Roma año 1497 y heredó el título.Se casó con Juana de Aragón y de Gurrea, hija Alonso de Aragón, arzobispo zaragozano e hijo ilegítimo de Fernando II.[3][2]  Fueron padres de:

- Francisco de Borja, (Gandía, Valencia, España, 28 de octubre de 1510-Roma, Estados Pontificios, 30 de septiembre de 1572)2, IV duque de Gandía, I marqués de Lombay, y Virrey de Cataluña. Contrajo matrimonio con Leonor de Castro,[4] portuguesa de alta cuna, acompañante en Granada de la malograda emperatriz consorte Isabel de Portugal, madre de Felipe II de España, de quien sería su primera camarera mayor de palacio, usaría también el título de marqués de Lombay emprendiendo la tarea urbanizadora de la ciudad de Gandía — segunda muralla — y cultural que condujo a la ciudad a una etapa de apogeo cultural y político, al estilo renacentista italiano.  En 1550, cuatro años después de la muerte de su esposa Leonor, ingresó en la Compañía de Jesús y renunció en favor de su hijo,

- Carlos de Borja y Aragón,[4]  (1530-1592), V duque de Gandía y II marqués de Lombay. Casó con Magdalena Centelles i Folch, hermana y heredera del conde de Oliva, y mantuvo Gandía como uno de los núcleos más influyentes y poderosos del panorama, hasta el endeudamiento de la nobleza y las Segundas Germanías.

En 1520, mientras el duque de Gandía prestaba su ayuda militar a Carlos V contra los burgueses de Valencia y Gandía que se alzaron en armas durante la revuelta de las Germanías, el emperador lo incluyó como uno de los veinticinco Grandes de España de Primera Creación.  Le sucedió su hijo: 
- Francisco Tomás de Borja Centelles (1551-1595), VI duque de Gandía y III marqués de Lombay. Casó con Juana Fernández de Velasco y Aragón. Le sucedió su hijo:

- Carlos Francisco de Borja-Centelles y Fernández de Velasco (1573-1632), VII duque de Gandía y IV marqués de Lombay. Casó con Artemisa Doria Carreto. Durante su ducado Gandía vivió el proceso de la expulsión de los moriscos ordenada en 1609 por el rey Felipe III. Este proceso afectó muy negativamente al ducado y a la producción de azúcar en las tierras de Gandía, pues al perderse la mano de obra experta en este cultivo la producción decayó y perdió eficiencia. Hasta la expulsión de 1609 el cultivo de azúcar había significado para el duque más del 50% de las rentas, por delante de los censos de casa y tierras y derechos de monopolio. De las 69.000 libras que podía percibir anualmente antes de 1609, en los 30 años siguientes apenas pasaron de 15.000 y noventa años después, en 1699, se alcanzaron 28.500 libras solamenteto.[5] El ducado vio así el fin de la época de prosperidad que había sido el siglo XVI y entró en una larga fase de crisis que se prolongó durante el siglo XVII por completo.[5] Al séptimo duque de Gandía le sucedió su hijo:

- Francisco Diego Pascual de Borja-Centelles y Doria-Carreto (1596-1664), VIII duque de Gandía y V marqués de Lombay. Casó con Artemisa María Doria Colonna. Le sucedió su hijo:

- Francisco Carlos de Borja-Centelles y Doria-Colonna (1626-1665), IX duque de Gandía y VI marqués de Lombay. Casó con María Ponce de León y de Aragón, hija de Rodrigo Ponce de León, IV duque de Arcos. Le sucedió su hijo:

- Pascual Francisco de Borja y Centellas Ponce de León (1653-1716), X duque de Gandía y VII marqués de Lombay. Casó con Juana Fernández de Córdoba y Figueroa, hija de Luis Ignacio Fernández de Córdoba y Enríquez de Ribera, VI duque de Feria. Le sucedió su hijo:

- Luis Ignacio Francisco Juan de Borja-Centelles y Fernández de Córdoba (1673-?), XI duque de Gandía y VIII marqués de Lombay. Casó con Rosalía Bernarda de Benavides y Aragón. Sin descendencia.

Con su muerte, acabó la línea masculina primogénita de los Borja, siendo el último miembro agnado de la Casa de Borja. Le sucedió su hermana:
- María Ana Antonia Luisa de Borja-Centelles y Fernández de Córdoba (1676 - 1748), XII duquesa de Gandía y IX marquesa de Lombay.[6] Casó dos veces:

1. Luis Francisco de Benavides y Aragón, V marqués de Solera, Virrey de Navarra.
2. Juan Manuel López de Zúñiga Sotomayor y Castro, XI duque de Béjar.

Sin descendencia de ningún matrimonio, le sucedió su sobrino, hijo de su hermana María Ignacia, quedando la Casa de Borja incorporada a la Casa de Benavente.
- Francisco Alfonso Pimentel Vigil de Quiñones Borja Aragón y Centelles (12 de marzo de 1707 - Madrid, 9 de febrero de 1763),1 XI duque de Benavente, X de Medina de Rioseco (desde 1736) y XIII de Gandía, conde de Mayorga, XIII de Alba de Liste, de Villaflor y de Oliva, VII marqués de Jabalquinto y de Lombay.

1. Casó con Francisca de Benavides y de la Cueva, hija del I duque de Santisteban del Puerto. Sin sucesión.
2. Casó con María Faustina Téllez-Girón y Pérez de Guzmán, hija de José María Téllez-Girón y Benavides, VII duque de Osuna. Le sucedió, de su segundo matrimonio, su hija:

- María Josefa Alonso Pimentel Téllez-Girón (Madrid, 26 de noviembre de 1750-Madrid, 5 de octubre de 1834), XIV duquesa de Gandía,  XVIII condesa de Mayorga, XVI condesa de Luna, XIII duquesa de Béjar (G.E.), XIII duquesa de Plasencia (grande de España, (G.E.),  XII duquesa de Arcos(G.E.), IX duquesa de Mandas y Villanueva (G.E.), XII marquesa de Lombay (G.E.), VIII marquesa de Jabalquinto, XIV marquesa de Gibraleón, IX marquesa de Terranova, XVI marquesa de Zahara, XIV condesa de Bañares, XV condesa de Belalcázar, XIV condesa de Oliva, XI condesa de Mayalde, XII condesa de Bailén, XII condesa de Casares, XV vizcondesa de La Puebla de Alcócer.
Casó con su primo hermano, Pedro de Alcántara Téllez-Girón y Pacheco, IX duque de Osuna, X marqués de Peñafiel, conde de Fontanar, XIII conde de Ureña, VIII conde de Pinto. En 1834 sucedió su nieto, hijo de Francisco de Borja Téllez-Girón y Pimentel, X duque de Osuna.

Quedaron así sus títulos incorporados a la Casa de Osuna.
- Pedro de Alcántara Téllez-Girón y Beaufort Spontin (1810-1844), XV duque de Gandía (G.E.), xiv duque de Béjar (G.E.), xiv duque del Infantado (G.E.), xiv duque de Plasencia (G.E.), x duque de Mandas y Villanueva (G.E.), xiii duque de Arcos (G.E.), xiii duque de Medina de Rioseco (G.E.), xi duque de Osuna(G.E.), xi de Lerma (G.E.), de Estremera (G.E.), marqués de Lombay (G.E.), xvi de Távara (G.E.), marqués del Cenete (G.E.), y duque de Francavilla, xii marqués de Peñafiel, de Gibraleón, de Zahara, xv marqués de Santillana, conde de Angüeso, marqués de Almenara, conde de Algecilla, conde de Cea, y de Terranova; xviconde de benavente, xv conde de Ureña, conde de Mayorga, conde de Bañares, conde de Oliva, conde de Mayalde, xviii conde de Belalcázar, conde del Real de Manzanares, xvii conde de Saldaña, conde del Cid, conde de Melgar, conde de la Frontera, conde de Bailén y conde de Villada, x conde de Pinto y vizconde de la Puebla de Alcócer. Murió soltero y en 1844 sucedió su hermano:

- Mariano Téllez-Girón y Beaufort Spontin (Madrid, 19 de julio de 1814-Beauraing, Bélgica, 2 de junio de 1882), xii duque de Osuna (G.E.), xv duque de Béjar (G.E.), xv duque de Plasencia (G.E.), XVI duque de Gandía (G.E.), xiv de Arcos, xv del Infantado, xiv duque de Medina de Rioseco (G.E.), xii duque de Lerma (G.E.), xi de Pastrana(G.E.), duque de Estremera (G.E.),, marqués de Távara (G.E.), marqués del Cenete (G.E.), marqués de Lombay (G.E.), Duque de Francavilla; xii marqués de Peñafiel, de Gibraleón, de Zahara, xvi de Santillana, de Angüeso, de Almenara, de Algecilla, de Cea, y de Terranova; xvii conde de Benavente, xv de Ureña, de Mayorga, de Bañares, de Oliva, de Mayalde, xix de Belalcázar, del Real de Manzanares, xviii de Saldaña, del Cid, de Melgar, de Bailén y de Villada, xi conde de Pinto y vizconde de la Puebla de Alcócer. Casó con S.A.S. María Leonor Crescencia zu Salm-Salm, hija del príncipe de Salm-Salm. Sin descendientes.

Este es el llamado «Gran duque de Osuna» que fue embajador de España en Rusia. Deslumbró con su riqueza a la ostentosa corte de San Petersburgo, dilapidando la mayor parte de su cuantiosa fortuna. Murió rodeado de lujo, a pesar de estar casi en la miseria, dejando sus propiedades embargadas y con enormes deudas a su sucesor en el título. Al no tener hijos, sus títulos fueron repartidos entre sus familiares más cercanos. 
En el ducado de Gandía, le sucedió:
- Pedro de Alcántara Téllez-Girón y Fernández de Santillán (1812-1900), xiii duque de Osuna (G.E.), XVII duque de Gandía (G.E.), duque de Pastrana (G.E.), duque de Medina de Rioseco (G.E.), duque de Béjar (G.E.), x marqués de Jabalquinto, xvii conde de Ureña, conde de Benavente, xii conde de Pinto.

1. Casó con Julia Fernanda de Dominé y Desmaisieres. Tuvo una hija:

- María Dolores Telléz Girón y Dominé (1859-1910), que fue  XVIII duquesa de Gandía (G.E.) y xviii marquesa de Lombay, murió sin descendientes, le sucedió:

- Ángela María Téllez-Girón y Duque de Estrada (1925-2015), xvi duquesa de Osuna, xiv duquesa de Uceda, xx duquesa de Medina de Rioseco, xvi duquesa de Arcos, XIX duquesa de Gandía, xix duquesa de Escalona, xviii marquesa de Berlanga, xiv marquesa de Belmonte, xix marquesa de Villena, xii marquesa de Jabalquinto, xviii marquesa de Frechilla y Villarramiel, xii marquesa de Toral, xix marquesa de Lombay, xv marquesa de Frómista, xx condesa de Ureña, xvii condesa de Peñaranda de Bracamonte, xx condesa de Fuensalida, xv condesa de Pinto, xix condesa de Alcaudete, xiii condesa de la Puebla de Montalbán, xx condesa de Oropesa, condesa de Salazar de Velasco.

1. Casó con Pedro de Solís Beaumont y Lasso de la Vega, con descendencia.
2. Casó con José María Latorre y Montalvo, vi marqués de Montemuzo y viii marqués de Alcántara del Cuervo.

### Actual titular
Le sucedió en este ducado directamente su nieta Ángela, hija de Ángela María de Solís-Beaumont y Téllez-Girón, XVII duquesa de Osuna:
- Ángela Ulloa y Solís-Beaumont (n. 1973), XX y actual duquesa de Gandía, XIX marquesa de Peñafiel y XXI condesa de Ureña.

## Pleito sucesorio
Tras la muerte sin sucesión del xi duque de Gandía, Luis Ignacio Francisco de Borja y Centellas Fernández de Córdoba, jefe de toda la familia, en 1740, Francisco José de Borja y Paz Duque de Estrada, nacido en Riobamba (Ecuador) en 1693, aunque considerado por sus contrarios de línea ilegítima, acudió al Consejo Supremo de Castilla el 12 de agosto de 1741, con la pretensión de que se le declare heredero de los grandes títulos y honores de la Casa de Borja, como único varón de línea legítima agnaticia varonil en que se basaba el mayorazgo, ratificado ex novo por varios Duques de Gandía de este linaje, frente a los derechos de la hermana del difunto, María Antonia de Borja, quien entretanto había sido posesionada de esos títulos y titulada como XII Duquesa de Gandía.
La litis que Francisco José de Borja y Paz Duque de Estrada había iniciado ante el Supremo Consejo de Castilla pretendiendo la adjudicación de los Títulos y Estados de la Casa Ducal de Gandía, se continuó en nombre de su hijo Lucas Vicente Joaquín de Borja y Lasteros, nacido en Quito ya que su padre, Francisco, desde su viudez, se dedicó a la carrera eclesiástica, graduándose de Teología. Ocupó la Silla de deán de la catedral de Puebla de los Ángeles en México, donde murió.
A la muerte de María Ana Antonia Luisa de Borja Aragón y Centelles, xii duquesa de Gandía, duquesa consorte de Béjar, en 1748, el pleito continuó entre Lucas Vicente Joaquín de Borja, el conde-duque de Benavente, el duque de Villahermosa y los marqueses de Alcañices y Ariza, todos representantes de varias ramas de la familia Borja.
Después de la muerte de la xii duquesa de Gandía en 1748, el título de duque de Gandía quedó vinculado al de conde-duque de Benavente, por ser Antonio Francisco Alfonso Pimentel de Quiñones López de Zúñiga Sotomayor y Mendoza esposo de María Ignacia Juana Magdalena de Borja Aragón y Centelles (hermana de la duquesa).
Los estados y títulos fueron incorporados por sentencia de tenuta, del Supremo Consejo de Castilla, de 28 de julio de 1755, de que se libró carta ejecutoria en Madrid, el 10 de marzo de 1756, a la casa de los condes-duques de Benavente, en la persona de Francisco de Borja Gregorio José Ignacio Pimentel y Borja, conde-duque de Benavente, hijo mayor de Ignacia de Borja y Centellas Fernández de Córdoba, hermana de la última duquesa fallecida.
Luego, María Josefa Alonso Pimentel y Téllez-Girón lo ingresará al ducado de la Casa de Osuna cuando contrajo matrimonio en 1771.